# Электромеханическая обработка
Электромеханическая обработка — это вид обработки поверхности деталей, основанный на одновременном термическом и механическом воздействии на поверхностный слой обрабатываемой детали. В результате значительно изменяются физико-механические свойства поверхностного слоя, повышается износостойкость и микротвердость.
Технология электромеханической обработки разработана в Ульяновском сельскохозяйственном институте. Сущность состоит в том, что через деформирующий элемент, например накатной ролик, пропускают ток большой силы и низкого напряжения. В результате чего в зоне контакта ролика с поверхностью детали образуется локальный разогрев до температуры, соответствующей фазовому переходу в металлах. За счет высоких скоростей нагревания и охлаждения контактной зоны, в условиях приложения деформирующего усилия, в поверхностном слое образуются высокотвердые и износостойкие поверхности, так называемые белые и серые слои глубиной 0,02-0,03 мм. При этом достигается снижение шероховатости на 2-3 класса, микронеровности обретают округлую форму, что увеличивает фактическую площадь сопрягаемых поверхностей на 30-40 % по сравнению с обработкой шлифованием до одинакового значения параметра шероховатости.
Электромеханическое упрочнение характеризуется следующими особенностями:

1. Тепловое и механическое воздействие на поверхность детали осуществляется одновременно, а не последовательно;

2. Нагрев поверхностного слоя происходит от двух источников: внешнего (теплота трения) и внутреннего (теплота от прохождения электрического тока);

3. Продолжительность нагрева и выдержки, в зависимости от поверхности контакта и скорости обкатки, относительно кратковременная (измеряется сотыми и тысячными долями секунды);

4. Высокая скорость охлаждения определяется интенсивным отводом тепла от тонкого поверхностного слоя в середину холодной детали;

5. Поверхностный слой детали поддается многократному тепловому воздействию, в зависимости от числа проходов.